# Боґуславкі (Куявсько-Поморське воєводство)
Боґуславкі (пол. Bogusławki, нім. Ritterwall) — село в Польщі, у гміні Хелмжа Торунського повіту Куявсько-Поморського воєводства.
Населення — 87 осіб (2011).
У 1975-1998 роках село належало до Торунського воєводства.

## Демографія
Демографічна структура станом на 31 березня 2011 року:
|          | Загалом | Допрацездатний вік | Працездатний вік | Постпрацездатний вік |
| -------- | ------- | ------------------ | ---------------- | -------------------- |
| Чоловіки | 43      | 12                 | 30               | 1                    |
| Жінки    | 44      | 13                 | 24               | 7                    |
| Разом    | 87      | 25                 | 54               | 8                    |